# سنگ‌جار
سنگ جار، روستایی است از توابع بخش کجور شهرستان نوشهر در استان مازندران ایران.

## جمعیت
این روستا در دهستان پنجک‌رستاق قرار دارد و براساس سرشماری مرکز آمار ایران در سال ۱۳۸۵، جمعیت آن ۳۳ نفر (۱۰خانوار) بوده‌است. مردم سنگ‌جار از قومیت طبری هستند. مردم سنگ‌جار به زبان طبری و گویش کجوری سخن می‌گویند.